# I Love It Loud
I Love It Loud è un singolo della band hard rock americana Kiss, pubblicato nel 1982.

## Il brano
Secondo singolo estratto dall'album Creatures of the Night è stata composta dal bassista e cantante Gene Simmons e dal chitarrista Vinnie Vincent, che debutta come collaboratore della band in quest'album per poi diventare membro ufficiale dopo la dipartita di Ace Frehley. Con questo singolo la band ritorna al proprio stile Rock n' Roll abbandonato a partire dall'album Dynasty, sperando di ritrovare il successo che aveva perso dopo la pubblicazione del fallimentare Music from "The Elder". Tuttavia il brano non riuscì nell'intento, raggiungendo solo un 76º posto nelle classifiche austriache. La canzone è comunque diventata un classico della band, che l'ha suonata spesso negli anni '80, a partire dal Creatures of the Night Tour, per poi abbandonarla con la reunion con la formazione originale del 1996. Negli anni recenti, il brano è tornato prepotentemente nelle set-list dei concerti dei Kiss, sostituendo spesso God Of Thunder nel momento dell'assolo di basso di Gene Simmons accompagnato dal numero del sangue finto.
I Love It Loud compare, oltre che nell'album Creatures of the Night anche nell'album live Alive III e nella raccolta Smashes, Thrashes & Hits; quest'ultima presenta una versione leggermente diversa del brano, con l'assenza del primo fade out alla fine.

## Tracce
- Lato A: I Love It Loud
- Lato B: Danger

## Formazione
- Gene Simmons - basso, voce solista[2]

- Paul Stanley - chitarra ritmica, cori[2]

- Eric Carr - batteria, cori[2]

### Collaboratori
- Vinnie Vincent - chitarra solista[2][3]
- Bob Kulick - chitarra solista in Danger[2][3]